# Гужавин, Михаил Маркелович
Михаи́л Марке́лович Гужа́вин (17 февраля 1888, Гужавино, Вятская губерния — 12 января 1931, Ленинград) — российский советский живописец и график.
Родился в деревне Гужавино в семье крестьянина, принявшего позднее сан священника церкви с. Шурма Уржумского уезда Вятской губернии.
Обучался в иконописной мастерской, в Петербургской школе поощрения художеств, в Высшем художественном училище живописи, скульптуры и архитектуры при Императорской Академии художеств (1911—1917) в классе пейзажной живописи у Н. Н. Дубовского. За пейзаж «Тихая ночь» получил звание художника (1917), а также право пенсионерской поездки за границу, которым не воспользовался. Был отмечен премиями братьев И. И. и С. И. Ендогуровых и имени А. И. Куинджи.
Жил в Петербурге (Петрограде — Ленинграде). Работал как пейзажист, продолжая в своём творчестве традиции лирического пейзажа. Испытал влияние И. И. Левитана. В 1920-е годы жил на Полтавщине, в Полтаве организовал мастерскую, где обучал художников (1922—1924).
Экспонировал свои работы на Весенних выставках в залах Императорской Академии художеств (с 1911 года), выставках передвижников, Общины художников (1917, 1925), Общества художников им. А. И. Куинджи (1918, 1926—1930).
Жанровые картины, пейзажи: «На задворках» (1911), «Весна в Петербурге» (1914), «После наводнения» (1915), «Весна» (1917), «Сумерки» (1918), «Крым» (1925, серия), «В дебрях Урала» (1927), «Васильки в цветущем льне» (1929), «За околицей деревни» (1930) и др. работы.
Работы художника имеется в собраниях Русского музея, ряда региональных музеев (Краснодар, Днепр), в частных коллекциях.

## Галерея

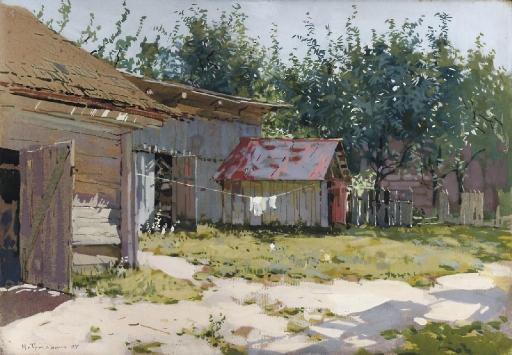
«Летний двор», 1917
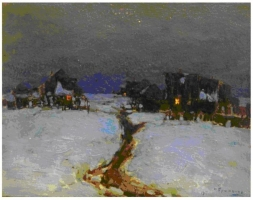
«Зимний вечер», 1917
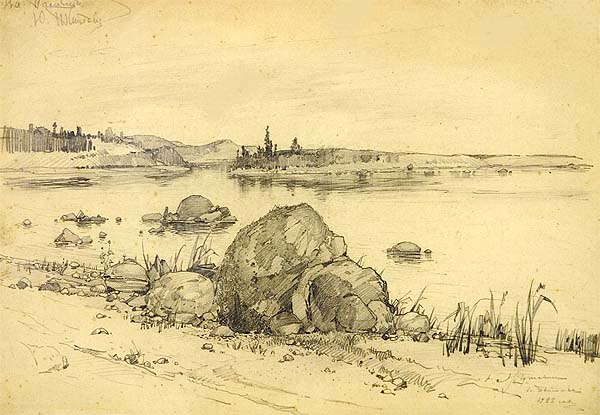
«На реке», 1922
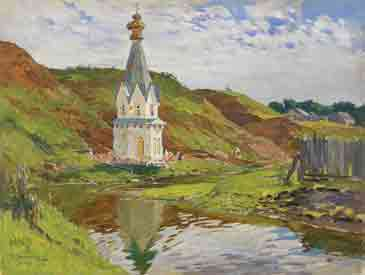
«Пейзаж с рекой и церковью», 1923